# Чрнова
Чрнова (словен. Črnova) је насељено место у општини Велење, Савињска регија, Словенија.

## Историја
До територијалне реорганизације у Словенији била је у саставу старе општине Жалец.

## Становништво
У попису становништва из 2011. године, Чрнова је имала 374 становника.
| Број становника према пописима | Број становника према пописима | Број становника према пописима |
| ------------------------------ | ------------------------------ | ------------------------------ |
| 1991                           | 2002                           | 2011                           |
| 312                            | 318                            | 374                            |

Напомена: Године 2017. извршена је мања размена територија између насеља Чрнова и Подкрај (Жалец).